# Parmelinopsis mussooriensis
Parmelinopsis mussooriensis är en lavart som först beskrevs av D. D. Awasthi, och fick sitt nu gällande namn av unknown. Parmelinopsis mussooriensis ingår i släktet Parmelinopsis och familjen Parmeliaceae.   Inga underarter finns listade i Catalogue of Life.